# Clube Ferroviário de Luanda
El Clube Ferroviário de Luanda es un equipo de fútbol de Angola que juega en la Segunda Liga de Luanda, una de las ligas que conforman la cuarta división de fútbol en el país.

## Historia
Fue fundado en Luanda en el 13 de junio de 1915 como el equipo que representa a la Compañía Ferroviaria de Luanda. Fue uno de los equipos fundadores de la Liga Provincial de Angola en 1946, logrando el título de liga en tres ocasiones.
El club nunca ha jugado en la máxima categoría desde la independencia de Angola.

## Palmarés
- Liga Provincial de Angola: 3[2]

1953, 1957, 1962